# Major
Majôr (angleško in nemško Major) je visok častniški čin. V mornarici mu ustreza kapitan korvete.
Slovenska vojska: 